# Biocoop
Biocoop est une société coopérative à forme anonyme à capital variable, spécialisée dans la distribution commerciale de produits alimentaires labellisés Agriculture biologique, Bio Cohérence, Demeter, etc. et de produits du commerce équitable, d'écoproduits et de cosmétiques.

## Historique
Dans les années 1970, des consommateurs s'associent pour s'approvisionner en produits biologiques. Issues de ces groupements d'achats, des coopératives de différentes formes juridiques se créent dans les années 1980. En 1986, l'association loi de 1901 Biocoop,, est créée par des coopératives de consommation.
En 1993, le cahier des charges Biocoop réunit sociétés coopératives et non coopératives, à la suite de l'ouverture à l'adhésion de SARL et de société coopérative et participative (SCOP). Il définit des règles collectives qui portent sur le choix des produits, sur la gestion des entreprises et sur leur dimension sociale.
En 2002, l'association se transforme en société anonyme coopérative, leurs membres en deviennent sociétaires,.
En 2005, elle réalise la fusion de ses plates-formes logistiques et participe à la création d'Enercoop. Elle crée par ailleurs sa filiale Restauration pour développer la restauration collective biologique.
En 2006, elle fonde sa propre société de transport, la Société de transport Biocoop (STB).
En 2007, elle inaugure une plate-forme logistique en région parisienne.
En mars 2017, la société coopérative compte 431 points de vente.
En 2019, son réseau est composé de plus d'un demi-millier de magasins répartis dans toute la France et est adhérent de Synadis Bio, le syndicat qui regroupe les magasins spécialisés en alimentation biologique.
En 2021-2022, le réseau enregistre des revers de fortune avec un retournement du marché bio : consommation de produits bio en chute, concurrence des produits locaux. Certains magasins enregistrent une baisse de chiffre d'affaires de 20% sur un an. Le réseau enregistre également ses premières fermetures de magasins en Bretagne, une quarantaine en tout.
Avec 740 magasins fin 2023, l'enseigne a renoué avec une progression de 2,3%, malgré des fermetures de 39 lieux.

## Activité

### Réseau de magasins indépendants
La société dispose de points de vente de 280 m2 en moyenne. Les magasins sont des structures commerciales indépendantes coopératives et non coopératives. L'implantation de ces magasins s'appuie sur les services du géomarketing, favorisant l'installation des magasins dans les quartiers où les CSP+ sont présentes.

### Construction de filières
La société accompagne la structuration et la construction de filières agricoles durables. Le réseau Biocoop coopère avec neuf groupements de producteurs. Cette coopération permet à ceux-ci de se structurer et d'organiser eux-mêmes la diversification de leur production.
Dans le cadre de la construction de filières, elle soutient et accompagne les producteurs en conversion en achetant et en distribuant au sein de son réseau les produits issus de productions en conversion, notamment depuis la contractualisation, en 2000, avec le collecteur de lait Biolait. Ce qui garantit aux producteurs des débouchés et sécurise l'achat de la production à venir. Ces produits sont indiqués comme issus de productions en conversion lors de leur mise en vente.
La société a mis en place un projet de capital développement intitulé DEFI BIO afin de cofinancer des projets ayant pour objectifs de contribuer à la structuration de filière (achat de matériel, soutien institutionnel, garantie financière)[réf. souhaitée] ; elle facilite la logistique et propose la collecte des fruits et légumes pour les plus petits groupements de producteurs, en organisant avec ses camions des ramasses chez les producteurs ; elle a également mis en place une démarche de commerce équitable Nord/Nord intitulée « Ensemble pour plus de sens »[réf. souhaitée].
Le modèle coopératif de Biocoop, dont les producteurs, tels que BioBreizh,, sont sociétaires, permet aux producteurs agricoles issus d’une même filière ou de filières différentes de se rencontrer et échanger ce qui facilite la construction de la filière.
Biocoop est membre de l'association nationale Terre de Liens. La fondation Terre de Liens collecte de l'épargne ou des dons auprès de citoyens pour acquérir du foncier agricole et le mettre à disposition de paysans cultivant en agriculture biologique,.

### Logistique
La logistique est une des activités principales de Biocoop SA Coop. Les services centraux de la société, comprennent quatre plates-formes logistiques qui approvisionnent les magasins. Les quatre plates-formes (Grand-Ouest à Tinténiac près de Rennes, Sud-Est à Sorgues près d'Avignon, Sud-Ouest près d'Agen et Centre-Nord-Est à Sainte-Geneviève-des-Bois dans l'Essonne) occupent à elles quatre plus de 40 000 m2 d'entrepôts. En 2016, la construction d'une nouvelle plateforme grand-ouest de 24 000 m2, une plateforme centre-nord-est de 24 000 m2 à Ollainville (91), une plateforme sud-est de 24 000 m2 à Noves (13) et une plateforme sud-ouest 18 000 m2 à Damazan (47) étaient en cours de réalisation.
Avec la création de Biocoop Restauration, la société adapte sa chaîne logistique aux besoins qu’imposent la restauration hors-foyer, notamment avec la mise en place de grands conditionnements.
Les plates-formes proposent 4 463 références alimentaires et 1 537 références en cosmétiques et produits d’entretien qui proviennent de près de 700 fournisseurs[Quand ?].

### Transport

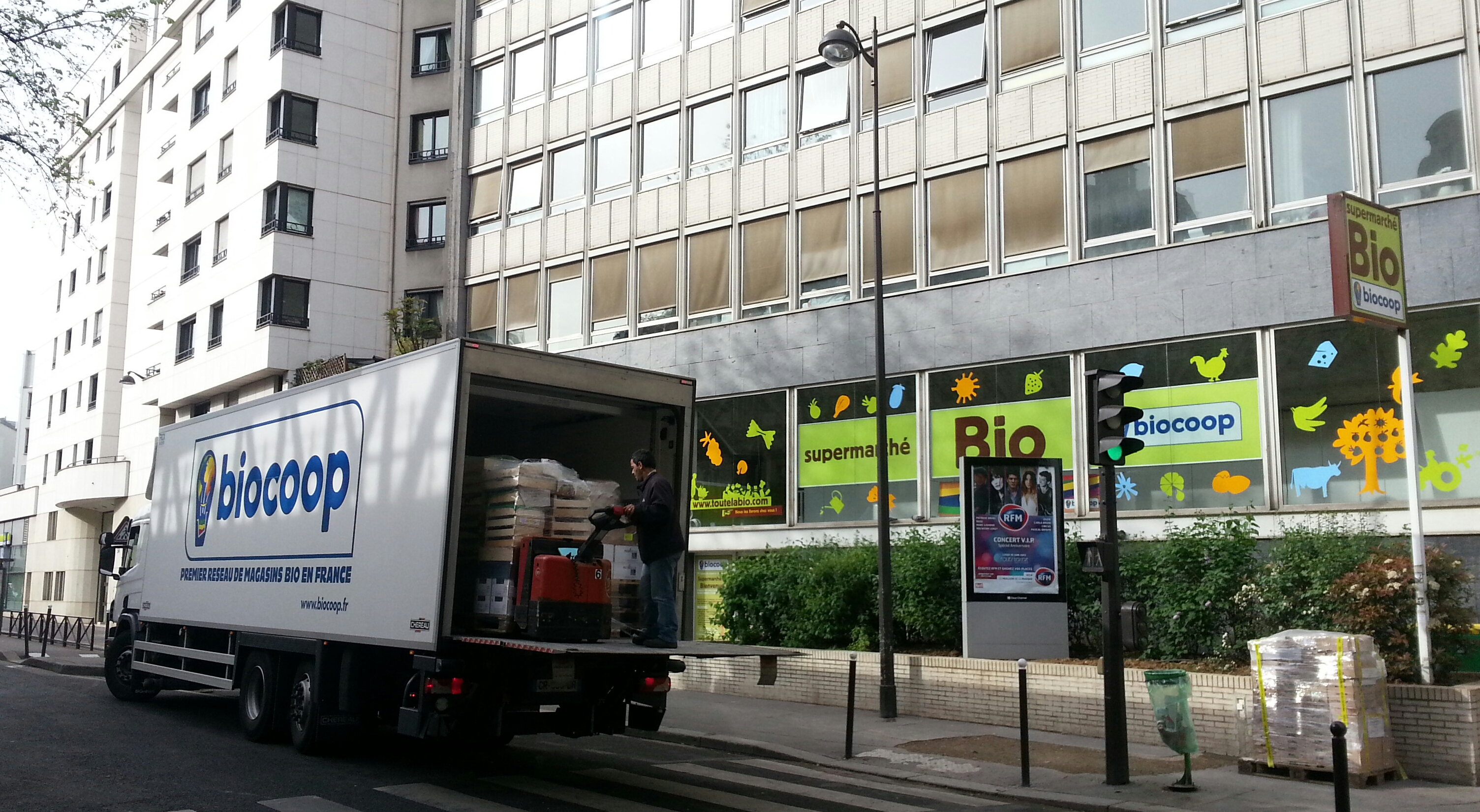
Déchargement d'un camion de livraison Biocoop pour approvisionner un magasin Biocoop à Paris.

Depuis mai 2010, Biocoop pratique le rail-route entre sa centrale d'achat du Vaucluse et celle de Sainte-Geneviève-des-Bois. Biocoop exploite des conteneurs bi-température qui permettent de séparer les fruits et légumes des produits frais, ce qui permet d'optimiser l'acheminement des produits.
Par ailleurs, elle refuse formellement le transport par avion pour ses produits.

### Restauration collective
Biocoop Restauration est une société de distribution spécialisée en produits bios. Elle répond aux demandes émanant des acteurs de la restauration sociale et commerciale en France. Son rôle est de promouvoir la restauration collective biologique et locale. Dans cet objectif, elle a construit des partenariats avec des groupements de producteurs locaux.
Cette activité permet à la société de soutenir la construction de filières courtes.

## Produits

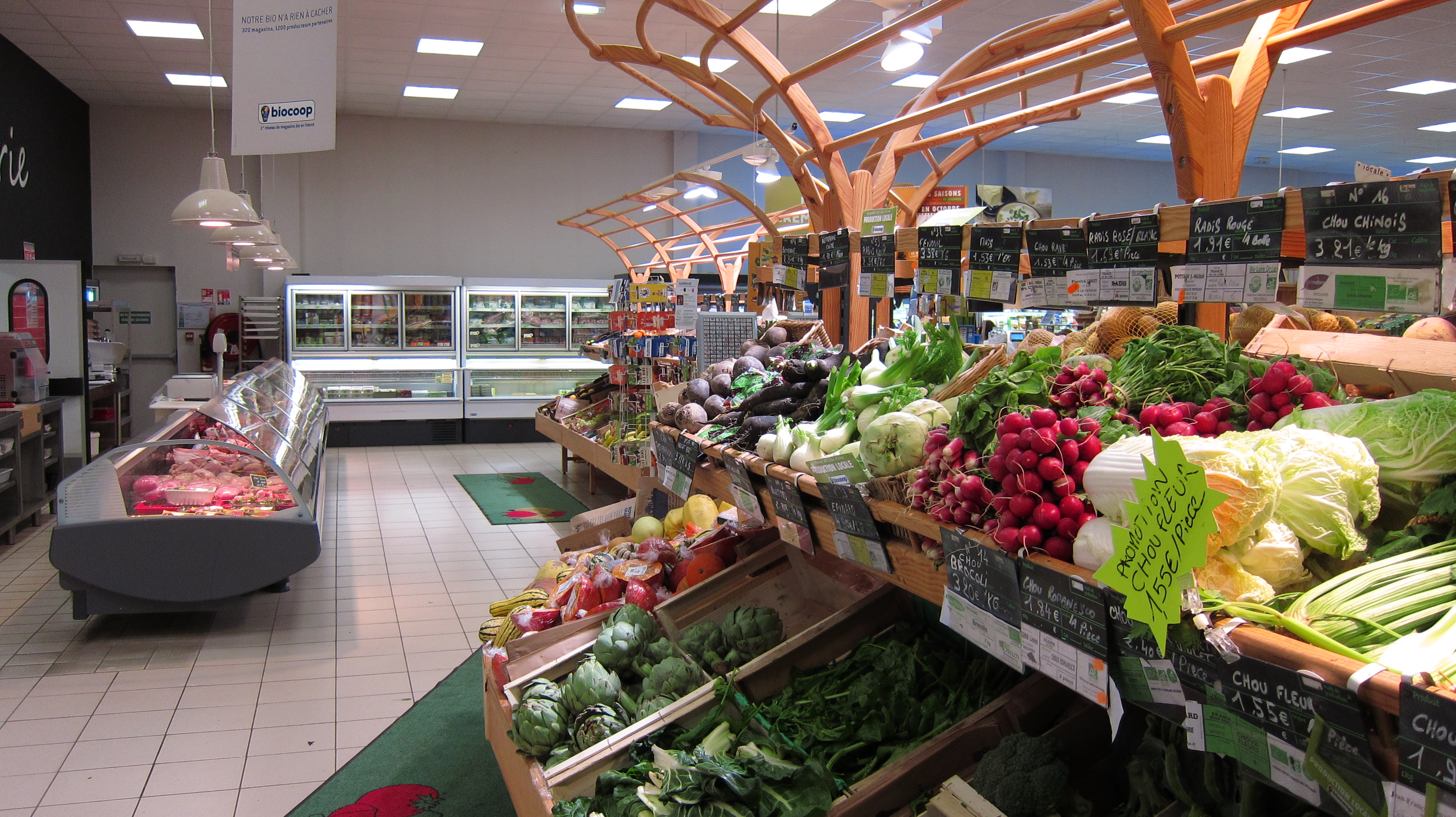
Rayon maraîchage d'un magasin Biocoop.

Le réseau Biocoop propose fin 2012 plus de 6 600 références différentes. Par ailleurs, il propose entre autres : 
- « La Bio Je Peux », une sélection de produits à prix réduits[26],[6],
- « Ensemble, Solidaires », une gamme de près de 600 produits garantissant une juste rémunération du producteur et un produit d'origine française[27].

Le réseau propose également des produits en vente en vrac ou en grands conditionnements pour limiter la consommation d'emballages et donc les déchets. Ce mode de vente permet également aux consommateurs de choisir la quantité achetée. Biocoop propose également des produits issus du commerce équitable, des écoproduits et des cosmétiques.

## Engagement
Les magasins Biocoop arrêtent en mars 2017 de commercialiser de l'eau en bouteille plastique. C'est un mouvement débuté dans certains magasins dès 2009[réf. nécessaire], afin de lutter contre l'industrie du plastique jugée trop polluante. D'autre part plusieurs analyses démontrent que des microparticules de plastique peuvent être ingérées en consommant l'eau en bouteille plastique et représentent un danger pour la santé.
Fin 2020, l'entreprise s'associe à Enercoop, La Nef et Mobicoop dans le cadre d'une campagne de sensibilisation sur le changement climatique.
En novembre 2020, Biocoop arrive premier d'un classement des entreprises les plus inclusives (parité hommes-femmes, ouverture à toutes les formes d'orientation sexuelle, à l'origine ethnique, au handicap ou encore à l'âge), réalisé par le Financial Times.

## Gouvernance
Biocoop est dirigé par un conseil d'administration élu par l'assemblée générale des sociétaires. Les sociétaires coopérateurs correspondent à l'ensemble des personnes morales qui bénéficient des services de la coopérative. Les sociétaires non-coopérateurs correspondent aux personnes morales ou physiques qui ne recourent pas aux services de la société, mais apportent des capitaux. Les sociétaires participent ensemble aux décisions stratégiques de la coopérative.
Le conseil d'administration est composé de quatre collèges :
- Magasins (40 % de coopératives, 60 % de SARL)[Quand ?] - sociétaires coopérateurs ;
- Producteurs (section agricole) - sociétaires coopérateurs ;
- Salariés - sociétaires non-coopérateurs ;
- Association de consommateurs - sociétaires non-coopérateurs.

## Directions

### Directions générales
- Gilles Piquet-Pellorce : 21 mars 2011[32]-2017,
- Orion Porta : 2017[33]-2019[34],
- Éric Bourgeois : 2019-2021[34],
- Sylvain Ferry : 2021[34]-2023[35]
- Patrick Ribot : 2023[36].

### Présidences
- Claude Gruffat 2004-2019[37],[38],
- Pierrick de Ronne : 2019[39]-2023[36],
- Tanguy Le Gall : 2023 (intérim)[36],
- Henri Godron : depuis 2024[40].

## Données chiffrées

### Chiffres d'affaires des magasins

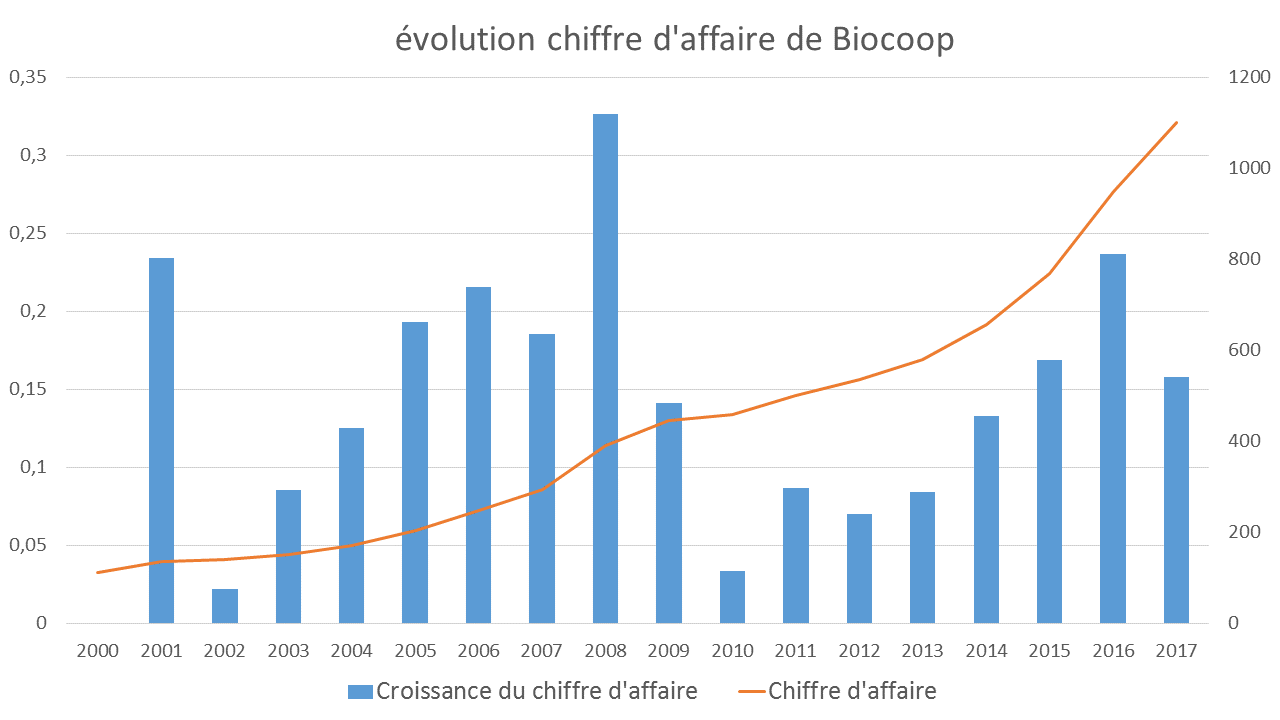
Graphie présentant l'évolution du chiffre d'affaires entre 2000 et 2017.

| Année | Chiffre d'affaires (millions €) | Nombre de magasins | Croissance du chiffre d'affaires |
| ----- | ------------------------------- | ------------------ | -------------------------------- |
| 2000  | 111                             | 193                |                                  |
| 2001  | 137                             | 215                | 23,4 %                           |
| 2002  | 140                             | 211                | 2,2 %                            |
| 2003  | 152                             | 219                | 8,6 %                            |
| 2004  | 171                             | 224                | 12,5 %                           |
| 2005  | 204                             | 253                | 19,3 %                           |
| 2006  | 248                             | 274                | 21,6 %                           |
| 2007  | 294                             | 308                | 18,5 %                           |
| 2008  | 308                             | 314                | 32,7 %                           |
| 2009  | 450                             | 325                | 14,1 %                           |
| 2010  | 460                             | 322                | 3,4 %                            |
| 2011  | 500                             | 325                | 8,7 %                            |
| 2012  | 535                             | 340                | 7,0 %                            |
| 2013  | 580                             | 345                | 8,4 %                            |
| 2014  | 657                             | 357                | 13,3 %                           |
| 2015  | 768                             | 383                | 16,9 %                           |
| 2016  | 950                             | 431                | 23,7 %                           |
| 2017  | 1 100                           | 530                | 15,8 %                           |
| 2018  | 1 210                           | 560                | 11 %                             |
| 2019  | 1 383                           | 623                | 14,3 %                           |
| 2020  | 1 600                           | 700                | 16 %                             |
| 2021  | 1 593                           | 759                | -0,4 %                           |
| 2022  | 1 495                           | 765                | -6,2%                            |
| 2023  | 1 530                           | 740                | 2,3%                             |
| 2024  | 1 658                           | 740                | 8,5%                             |

## Lobbying
Entre juillet et décembre 2017, l'agence Burson-Marsteller mene des activités de lobbying pour le compte de Biocoop, tel que cela apparaît au répertoire des représentants d'intérêts de la Haute autorité pour la transparence de la vie publique.

## Controverse

### Condamnation pour pratique anticoncurrentielle
Interfel, ainsi que l’Association nationale pommes poires (ANPP) et la Fédération nationale des producteurs de fruits (FNPF) déposent un recours en justice contre la campagne publicitaire menée par l'enseigne Biocoop entre le 15 et le 30 septembre 2014, en invoquant le caractère trompeur de cette publicité, le dénigrement du produit et l'appel au boycott des pommes non bio. Le 21 septembre 2016, la société Biocoop est condamnée par le tribunal de grande instance de Paris pour pratique anticoncurrentielle à verser 10 000 € à chacun des plaignants, mais est relaxée du chef de publicité trompeuse au motif que la publicité ne dit pas explicitement que les pommes biologiques seraient plus saines.

### Mise en place de vidéosurveillance algorithmique
En juillet 2023, StreetPress affirme que des magasins des enseignes Biocoop, ainsi que E.Leclerc, Carrefour, G20, Système U, Kiabi et Fnac, utilisent illégalement la solution de vidéosurveillance algorithmique de l'entreprise française Veesion, qui utilise l'intelligence artificielle pour surveiller le comportement de leur clientèle. Streetpress rappelle que la loi du 19 mai 2023 relative aux Jeux olympiques et paralympiques de 2024 n'autorise la vidéosurveillance que dans les « lieux accueillant des manifestations, leurs abords et les transports en commun », , ce qui exclut les magasins et la collecte de données biométriques précise La Quadrature du Net,. Cela ne respecte pas non plus le consentement selon la CNIL. Selon des informations obtenus par la Quadrature du Net, l'État a également rappelé aux professionnels du secteur l'illégalité de la vidéosurveillance algorithmique en supermarché. Le 21 juin 2024, le Conseil d'État rejette la requête de Veesion qui demandait la suspension de la demande de mise en conformité de la CNIL et la condamnation aux dépens de la CNIL à 4 000 euros, en estimant que sa solution de vidéosurveillance pour détecter le vol à l'étalage n'est pas conforme au Règlement général sur la protection des données,.